# Timothé Vergiat
Timothé Maurice Vergiat (Roanne, 7 marzo 1998) è un cestista francese.